# Championnat de la ligue de snooker 2020 (épreuve 3)
La troisième épreuve du championnat de la ligue 2020 est un tournoi de snooker professionnel de catégorie classée qui se déroule du 13 septembre au 30 octobre 2020 dans la salle de bal du Stadium MK à Milton Keynes, en Angleterre.

## Déroulement

### Contexte avant le tournoi
Le tournoi met en vedette 121 joueurs professionnels ainsi que sept amateurs de l'ordre du mérite de la Q School 2020.
Il s'agit de la 15e édition du championnat de la ligue. Pour la première fois, le tournoi compte pour le classement mondial, étant donné que le tournoi est ouvert à l'ensemble des pensionnaires du circuit professionnel.
Le tournoi comprend trois tours de groupes de quatre (round-robin), avant une finale au meilleur des cinq manches. Les premiers matches de la phase de groupes se déroulent entre le 13 septembre et le 5 octobre, tandis que la phase des vainqueurs de groupes se déroule entre le 26 et le 29 octobre, avant la troisième étape et la finale qui a lieu le 30 octobre.
Luca Brecel est le tenant du titre.

### Faits marquants
Cette troisième édition de l'année 2020 est remportée par Kyren Wilson qui domine son compatriote Judd Trump 3 manches à 1 en finale. Wilson glane ainsi un quatrième titre en tournoi classé, mettant un terme à sa série de trois finales consécutivement perdues et à la série de dix finales consécutives gagnées par Trump.
Ryan Day réalise le deuxième break maximal de sa carrière lors de son match contre Rod Lawler. John Higgins compile le onzième break maximal de sa carrière lors de son match contre Kyren Wilson, égalant le total de Stephen Hendry.

## BetVictorEuropean Series
Le tournoi fait partie de la BetVictor European Series. Le sponsor décernera un bonus de 150 000 £ au joueur qui amassera le plus de points lors des six tournois éligibles.
| Joueur         | Masters d'Europe | Championnat de la ligue | Masters d'Allemagne | Shoot-Out | Open du pays de Galles | Open de Gibraltar | Total  |
| -------------- | ---------------- | ----------------------- | ------------------- | --------- | ---------------------- | ----------------- | ------ |
| Mark Selby     | 80 000           | 8 000                   | 0                   | 0         | 0                      | 0                 | 88 000 |
| Kyren Wilson   | 11 000           | 33 000                  | 0                   | 0         | 0                      | 0                 | 44 000 |
| Martin Gould   | 35 000           | 6 000                   | 0                   | 0         | 0                      | 0                 | 41 000 |
| Judd Trump     | 17 500           | 23 000                  | 0                   | 0         | 0                      | 0                 | 40 500 |
| Shaun Murphy   | 17 500           | 6 000                   | 0                   | 0         | 0                      | 0                 | 23 500 |
| Neil Robertson | 11 000           | 2 000                   | 0                   | 0         | 0                      | 0                 | 13 000 |
| Zhou Yuelong   | 4 000            | 9 000                   | 0                   | 0         | 0                      | 0                 | 13 000 |
| Yan Bingtao    | 11 000           | 2 000                   | 0                   | 0         | 0                      | 0                 | 13 000 |

## Dotation
La répartition des prix pour le tournoi est présentée ci-dessous :
Première étape :
- Vainqueur : 3 000 £
- Finaliste : 2 000 £
- Troisième place : 1 000 £

Deuxième étape :
- Vainqueur : 4 000 £
- Finaliste : 3 000 £
- Troisième place : 2 000 £
- Quatrième place : 1 000 £

Troisième étape :
- Vainqueur : 6 000 £
- Finaliste : 4 000 £
- Troisième place : 2 000 £
- Quatrième place : 1 000 £

Finale :
- Vainqueur : 20 000 £[N 1]
- Finaliste : 10 000 £

Dotation totale : 328 000 £

## Phases de groupes

### Première étape
La première étape consiste en 32 groupes, chacun contenant quatre joueurs. Les matchs se sont déroulés du 13 au 20 septembre, puis du 28 septembre au 5 octobre.

#### Groupe 1
Les matchs du groupe 1 se sont déroulés le 13 septembre.
| Pos. | Joueur       | J | G | N | P | Fp | Fc | D  | Mb | Pts |                                      |
| ---- | ------------ | - | - | - | - | -- | -- | -- | -- | --- | ------------------------------------ |
| 1    | Judd Trump   | 3 | 2 | 1 | 0 | 8  | 3  | +5 | 86 | 7   | Qualification pour la deuxième étape |
| 2    | Fan Zhengyi  | 3 | 1 | 1 | 1 | 6  | 5  | +1 | 73 | 4   | Élimination de la compétition        |
| 3    | David Lilley | 3 | 1 | 0 | 2 | 3  | 7  | -4 | 61 | 3   | Élimination de la compétition        |
| 4    | Alan McManus | 3 | 0 | 2 | 1 | 5  | 7  | -2 | 68 | 2   | Élimination de la compétition        |

- Judd Trump 3 – 1 Fan Zhengyi
- Alan McManus 1 – 3 David Lilley
- Alan McManus 2 – 2 Fan Zhengyi
- Judd Trump 3 – 0 David Lilley
- David Lilley 0 – 3 Fan Zhengyi
- Judd Trump 2 – 2 Alan McManus

#### Groupe 2
Les matchs du groupe 2 se sont déroulés le 13 septembre.
| Pos. | Joueur          | J | G | N | P | Fp | Fc | D  | Mb  | Pts |                                       |
| ---- | --------------- | - | - | - | - | -- | -- | -- | --- | --- | ------------------------------------- |
| 1    | Ryan Day        | 3 | 2 | 0 | 1 | 7  | 4  | +3 | 147 | 6   | Qualification pour la deuxième étape. |
| 2    | Matthew Stevens | 3 | 1 | 2 | 0 | 7  | 5  | +2 | 140 | 5   | Élimination de la compétition         |
| 3    | Rod Lawler      | 3 | 1 | 1 | 1 | 6  | 5  | +1 | 73  | 4   | Élimination de la compétition         |
| 4    | Paul Davison    | 3 | 0 | 1 | 2 | 2  | 8  | -6 | 31  | 0   | Élimination de la compétition         |

- Ryan Day 3-1 Rod Lawler
- Matthew Stevens 2-2 Paul Davison
- Matthew Stevens 2-2 Rod Lawler
- Ryan Day 3-0 Paul Davison
- Matthew Stevens 3-1 Ryan Day
- Rod Lawler 3-0 Paul Davison

#### Groupe 3
Les matchs du groupe 3 se sont déroulés le 14 septembre.
| Pos. | Joueur         | J | G | N | P | Fp | Fc | D  | Mb  | Pts |                                       |
| ---- | -------------- | - | - | - | - | -- | -- | -- | --- | --- | ------------------------------------- |
| 1    | Robert Milkins | 3 | 2 | 0 | 1 | 6  | 3  | +3 | 63  | 6   | Qualification pour la deuxième étape. |
| 2    | Jamie Jones    | 3 | 2 | 0 | 1 | 6  | 4  | +2 | 103 | 6   | Élimination de la compétition         |
| 3    | Gary Wilson    | 3 | 1 | 1 | 1 | 5  | 5  | 0  | 62  | 4   | Élimination de la compétition         |
| 4    | Chen Zifan     | 3 | 0 | 1 | 2 | 3  | 8  | -5 | 85  | 1   | Élimination de la compétition         |

- Robert Milkins 3-0 Chen Zifan
- Gary Wilson 3-0 Jamie Jones
- Gary Wilson 2-2 Chen Zifan
- Robert Milkins 0-3 Jamie Jones
- Gary Wilson 0-3 Robert Milkins
- Chen Zifan 1-3 Jamie Jones

#### Groupe 4
Les matchs du groupe 4 se sont déroulés le 14 septembre.
| Pos. | Joueur        | J | G | N | P | Fp | Fc | D  | Mb  | Pts |                                       |
| ---- | ------------- | - | - | - | - | -- | -- | -- | --- | --- | ------------------------------------- |
| 1    | Barry Hawkins | 3 | 2 | 0 | 1 | 6  | 4  | +2 | 145 | 6   | Qualification pour la deuxième étape. |
| 2    | Sam Craigie   | 3 | 1 | 2 | 0 | 7  | 4  | +5 | 89  | 5   | Élimination de la compétition         |
| 3    | Jackson Page  | 3 | 0 | 2 | 1 | 5  | 7  | -2 | 63  | 2   | Élimination de la compétition         |
| 4    | Ben Hancorn   | 3 | 0 | 2 | 1 | 4  | 7  | -3 | 80  | 2   | Élimination de la compétition         |

- Barry Hawkins 3-0 Ben Hancorn
- Sam Craigie 2-2 Jackson Page
- Sam Craigie 2-2 Ben Hancorn
- Barry Hawkins 3-1 Jackson Page
- Jackson Page 2-2 Ben Hancorn
- Barry Hawkins 0-3 Sam Craigie

#### Groupe 5
Les matchs du groupe 5 se sont déroulés le 15 septembre.
| Pos. | Joueur          | J | G | N | P | Fp | Fc | D  | Mb | Pts |                                       |
| ---- | --------------- | - | - | - | - | -- | -- | -- | -- | --- | ------------------------------------- |
| 1    | Dominic Dale    | 3 | 2 | 1 | 0 | 8  | 3  | +5 | 81 | 7   | Qualification pour la deuxième étape. |
| 2    | Leo Fernandez   | 3 | 2 | 0 | 1 | 7  | 5  | +2 | 62 | 6   | Élimination de la compétition         |
| 3    | Stephen Maguire | 3 | 0 | 2 | 1 | 5  | 7  | -2 | 96 | 2   | Élimination de la compétition         |
| 4    | Louis Heathcote | 3 | 0 | 1 | 2 | 3  | 8  | -5 | 70 | 1   | Élimination de la compétition         |

- Stephen Maguire 1-3 Leo Fernandez
- Louis Heathcote 0-3 Dominic Dale
- Louis Heathcote 1-3 Leo Fernandez
- Stephen Maguire 2-2 Dominic Dale
- Dominic Dale 3-1 Leo Fernandez
- Stephen Maguire 2-2 Louis Heathcote

#### Groupe 6
Les matchs du groupe 6 se sont déroulés le 15 septembre.
| Pos. | Joueur        | J | G | N | P | Fp | Fc | D  | Mb  | Pts |                                       |
| ---- | ------------- | - | - | - | - | -- | -- | -- | --- | --- | ------------------------------------- |
| 1    | Zhou Yuelong  | 3 | 1 | 2 | 0 | 7  | 4  | +3 | 109 | 5   | Qualification pour la deuxième étape. |
| 2    | Zhao Jianbo   | 3 | 1 | 2 | 0 | 7  | 5  | +2 | 54  | 5   | Élimination de la compétition         |
| 3    | Ricky Walden  | 3 | 1 | 1 | 1 | 6  | 6  | 0  | 75  | 4   | Élimination de la compétition         |
| 4    | Gerard Greene | 3 | 0 | 1 | 2 | 3  | 8  | -5 | 132 | 1   | Élimination de la compétition         |

- Ricky Walden 3-1 Gerard Greene
- Zhou Yuelong 2-2 Zhao Jianbo
- Zhou Yuelong 3-0 Gerard Greene
- Ricky Walden 1-3 Zhao Jianbo
- Zhou Yuelong 2-2 Ricky Walden
- Gerard Greene 2-2 Zhao Jianbo

#### Groupe 7
Les matchs du groupe 7 se sont déroulés le 16 septembre.
| Pos. | Joueur         | J | G | N | P | Fp | Fc | D  | Mb  | Pts |                                       |
| ---- | -------------- | - | - | - | - | -- | -- | -- | --- | --- | ------------------------------------- |
| 1    | Matthew Selt   | 3 | 2 | 1 | 0 | 8  | 4  | +4 | 71  | 7   | Qualification pour la deuxième étape. |
| 2    | Si Jiahui      | 3 | 1 | 1 | 1 | 6  | 5  | +1 | 60  | 4   | Élimination de la compétition         |
| 3    | Gao Yang       | 3 | 0 | 2 | 1 | 5  | 7  | -2 | 114 | 2   | Élimination de la compétition         |
| 4    | Ben Woollaston | 3 | 0 | 2 | 1 | 4  | 7  | -3 | 66  | 2   | Élimination de la compétition         |

- Ben Woollaston 0-3 Si Jiahui
- Matthew Selt 3-1 Gao Yang
- Matthew Selt 3-1 Si Jiahui
- Ben Woollaston 2-2 Gao Yang
- Matthew Selt 2-2 Ben Woollaston
- Si Jiahui 2-2 Gao Yang

#### Groupe 8
Les matchs du groupe 8 se sont déroulés le 16 septembre.
| Pos. | Joueur           | J | G | N | P | Fp | Fc | D  | Mb  | Pts |                                       |
| ---- | ---------------- | - | - | - | - | -- | -- | -- | --- | --- | ------------------------------------- |
| 1    | Shaun Murphy     | 3 | 3 | 0 | 0 | 9  | 1  | +8 | 111 | 9   | Qualification pour la deuxième étape. |
| 2    | Martin O'Donnell | 3 | 2 | 0 | 1 | 7  | 4  | +3 | 128 | 6   | Élimination de la compétition         |
| 3    | Jimmy White      | 3 | 0 | 1 | 2 | 3  | 8  | -5 | 69  | 1   | Élimination de la compétition         |
| 4    | Peter Devlin     | 3 | 0 | 1 | 2 | 2  | 8  | -6 | 81  | 1   | Élimination de la compétition         |

- Shaun Murphy 3-0 Peter Devlin
- Martin O'Donnell 3-1 Jimmy White
- Martin O'Donnell 3-0 Peter Devlin
- Shaun Murphy 3-0 Jimmy White
- Jimmy White 2-2 Peter Devlin
- Shaun Murphy 3-1 Martin O'Donnell

#### Groupe 9
Les matchs du groupe 9 se sont déroulés le 29 septembre.
| Pos. | Joueur           | J | G | N | P | Fp | Fc | D  | Mb  | Pts |                                       |
| ---- | ---------------- | - | - | - | - | -- | -- | -- | --- | --- | ------------------------------------- |
| 1    | Luo Honghao      | 3 | 2 | 1 | 0 | 8  | 3  | +5 | 128 | 7   | Qualification pour la deuxième étape. |
| 2    | Mark Allen       | 3 | 1 | 2 | 0 | 7  | 4  | +3 | 106 | 5   | Élimination de la compétition         |
| 3    | Jamie Wilson     | 3 | 0 | 2 | 1 | 4  | 7  | -3 |     | 2   | Élimination de la compétition         |
| 4    | Billy Joe Castle | 3 | 0 | 1 | 2 | 3  | 8  | -5 | 74  | 1   | Élimination de la compétition         |

- Mark Allen 2-2 Jamie Wilson
- Luo Honghao 3-1 Billy Joe Castle
- Luo Honghao 3-0 Jamie Wilson
- Mark Allen 3-0 Billy Joe Castle
- Billy Joe Castle 2-2 Jamie Wilson
- Mark Allen 2-2 Luo Honghao

#### Groupe 10
Les matchs du groupe 10 se sont déroulés le 17 septembre.
| Pos. | Joueur         | J | G | N | P | Fp | Fc | D  | Mb | Pts |                                       |
| ---- | -------------- | - | - | - | - | -- | -- | -- | -- | --- | ------------------------------------- |
| 1    | Zhao Xintong   | 3 | 2 | 0 | 1 | 6  | 4  | +2 | 65 | 6   | Qualification pour la deuxième étape. |
| 2    | Liam Highfield | 3 | 1 | 2 | 0 | 7  | 4  | +3 | 80 | 5   | Élimination de la compétition         |
| 3    | Nigel Bond     | 3 | 0 | 2 | 1 | 5  | 7  | -2 | 70 | 2   | Élimination de la compétition         |
| 4    | Oliver Brown   | 3 | 0 | 2 | 1 | 4  | 7  | -3 | 79 | 2   | Élimination de la compétition         |

- Liam Highfield 2-2 Nigel Bond
- Zhao Xintong 3-0 Oliver Brown
- Zhao Xintong 3-1 Nigel Bond
- Liam Highfield 2-2 Oliver Brown
- Zhao Xintong 0-3 Liam Highfield
- Nigel Bond 2-2 Oliver Brown

#### Groupe 11
Les matchs du groupe 11 se sont déroulés le 28 septembre.
| Pos. | Joueur                | J | G | N | P | Fp | Fc | D  | Mb | Pts |                                       |
| ---- | --------------------- | - | - | - | - | -- | -- | -- | -- | --- | ------------------------------------- |
| 1    | Alexander Ursenbacher | 3 | 2 | 1 | 0 | 8  | 3  | +5 | 80 | 7   | Qualification pour la deuxième étape. |
| 2    | Riley Parsons         | 3 | 1 | 1 | 1 | 6  | 5  | +1 | 88 | 4   | Élimination de la compétition         |
| 3    | Lukas Kleckers        | 3 | 0 | 2 | 1 | 4  | 7  | -3 | 65 | 2   | Élimination de la compétition         |
| 4    | Anthony McGill        | 3 | 0 | 2 | 1 | 4  | 7  | -3 |    | 2   | Élimination de la compétition         |

- Alexander Ursenbacher 3-1 Riley Parsons
- Anthony McGill 2-2 Lukas Kleckers
- Anthony McGill 0-3 Riley Parsons
- Alexander Ursenbacher 3-0 Lukas Kleckers
- Alexander Ursenbacher 2-2 Anthony McGill
- Riley Parsons 2-2 Lukas Kleckers

#### Groupe 12
Les matchs du groupe 12 se sont déroulés le 18 septembre.
| Pos. | Joueur         | J | G | N | P | Fp | Fc | D  | Mb  | Pts |                                       |
| ---- | -------------- | - | - | - | - | -- | -- | -- | --- | --- | ------------------------------------- |
| 1    | Stuart Bingham | 3 | 3 | 0 | 0 | 9  | 0  | +9 | 127 | 9   | Qualification pour la deuxième étape. |
| 2    | James Cahill   | 3 | 2 | 0 | 1 | 6  | 5  | +1 | 96  | 6   | Élimination de la compétition         |
| 3    | Yuan Sijun     | 3 | 1 | 0 | 2 | 4  | 7  | -3 | 78  | 3   | Élimination de la compétition         |
| 4    | Pang Junxu     | 3 | 0 | 0 | 3 | 2  | 9  | -7 | 53  | 0   | Élimination de la compétition         |

- Stuart Bingham 3-0 Pang Junxu
- Yuan Sijun 1-3 James Cahill
- Yuan Sijun 3-1 Pang Junxu
- Stuart Bingham 3-0 James Cahill
- James Cahill 3-1 Pang Junxu
- Stuart Bingham 3-0 Yuan Sijun

#### Groupe 13
Les matchs du groupe 13 se sont déroulés le 19 septembre.
| Pos. | Joueur         | J | G | N | P | Fp | Fc | D  | Mb  | Pts |                                       |
| ---- | -------------- | - | - | - | - | -- | -- | -- | --- | --- | ------------------------------------- |
| 1    | Rory McLeod    | 3 | 2 | 1 | 0 | 8  | 2  | +6 | 54  | 7   | Qualification pour la deuxième étape. |
| 2    | Ian Burns      | 3 | 1 | 2 | 0 | 7  | 4  | +3 | 114 | 5   | Élimination de la compétition         |
| 3    | Jack Lisowski  | 3 | 1 | 1 | 1 | 5  | 6  | -1 | 139 | 4   | Élimination de la compétition         |
| 4    | Fraser Patrick | 3 | 0 | 0 | 3 | 1  | 9  | -8 |     | 0   | Élimination de la compétition         |

- Ian Burns 3-0 Fraser Patrick
- Jack Lisowski 0-3 Rory McLeod
- Jack Lisowski 3-1 Fraser Patrick
- Ian Burns 2-2 Rory McLeod
- Jack Lisowski 2-2 Ian Burns
- Fraser Patrick 0-3 Rory McLeod

#### Groupe 14
Les matchs du groupe 14 se sont déroulés le 19 septembre.
| Pos. | Joueur        | J | G | N | P | Fp | Fc | D  | Mb  | Pts |                                       |
| ---- | ------------- | - | - | - | - | -- | -- | -- | --- | --- | ------------------------------------- |
| 1    | Graeme Dott   | 3 | 2 | 1 | 0 | 8  | 4  | +4 | 103 | 7   | Qualification pour la deuxième étape. |
| 2    | Liang Wenbo   | 3 | 2 | 0 | 1 | 7  | 4  | +3 | 105 | 6   | Élimination de la compétition         |
| 3    | Zak Surety    | 3 | 1 | 1 | 1 | 5  | 6  | -1 | 83  | 4   | Élimination de la compétition         |
| 4    | Soheil Vahedi | 3 | 0 | 0 | 3 | 3  | 9  | -6 | 68  | 0   | Élimination de la compétition         |

- Graeme Dott 2-2 Zak Surety
- Liang Wenbo 3-1 Soheil Vahedi
- Liang Wenbo 3-0 Zak Surety
- Graeme Dott 3-1 Soheil Vahedi
- Soheil Vahedi 1-3 Zak Surety
- Graeme Dott 3-1 Liang Wenbo

#### Groupe 15
Les matchs du groupe 15 se sont déroulés le 20 septembre.
| Pos. | Joueur           | J | G | N | P | Fp | Fc | D  | Mb  | Pts |                                       |
| ---- | ---------------- | - | - | - | - | -- | -- | -- | --- | --- | ------------------------------------- |
| 1    | Jamie O'Neill    | 3 | 2 | 0 | 1 | 6  | 4  | +2 | 63  | 6   | Qualification pour la deuxième étape. |
| 2    | Sean Maddocks    | 3 | 1 | 1 | 1 | 6  | 5  | +1 | 56  | 4   | Élimination de la compétition         |
| 3    | Daniel Womersley | 3 | 1 | 1 | 1 | 5  | 6  | -1 | 87  | 4   | Élimination de la compétition         |
| 4    | Michael Holt     | 3 | 1 | 0 | 2 | 4  | 6  | -2 | 100 | 3   | Élimination de la compétition         |

- Daniel Womersley 0-3 Jamie O'Neill
- Michael Holt 0-3 Sean Maddocks
- Michael Holt 3-0 Jamie O'Neill
- Daniel Womersley 2-2 Sean Maddocks
- Michael Holt 1-3 Daniel Womersley
- Jamie O'Neill 3-1 Sean Maddocks

#### Groupe 16
Les matchs du groupe 16 se sont déroulés le 20 septembre.
| Pos. | Joueur           | J | G | N | P | Fp | Fc | D  | Mb  | Pts |                                       |
| ---- | ---------------- | - | - | - | - | -- | -- | -- | --- | --- | ------------------------------------- |
| 1    | Mark Selby       | 3 | 2 | 1 | 0 | 8  | 4  | +4 | 81  | 7   | Qualification pour la deuxième étape. |
| 2    | Lyu Haotian      | 3 | 1 | 2 | 0 | 8  | 4  | +3 | 102 | 5   | Élimination de la compétition         |
| 3    | Brandon Sargeant | 3 | 0 | 2 | 1 | 5  | 7  | -2 | 121 | 2   | Élimination de la compétition         |
| 4    | Fergal O'Brien   | 3 | 0 | 1 | 2 | 3  | 8  | -5 | 33  | 1   | Élimination de la compétition         |

- Mark Selby 3-1 Fergal O'Brien
- Lyu Haotia
n 2-2 Brandon Sargeant
- Lyu Haotian 3-0 Fergal O'Brien
- Mark Selby 3-1 Brandon Sargeant
- Brandon Sargeant 2-2 Fergal O'Brien
- Mark Selby 2-2 Lyu Haotian

#### Groupe 17
Les matchs du groupe 17 se sont déroulés le 28 septembre.
| Pos. | Joueur           | J | G | N | P | Fp | Fc | D  | Mb  | Pts |                                       |
| ---- | ---------------- | - | - | - | - | -- | -- | -- | --- | --- | ------------------------------------- |
| 1    | Ken Doherty      | 3 | 2 | 1 | 0 | 8  | 3  | +5 | 109 | 7   | Qualification pour la deuxième étape. |
| 2    | Neil Robertson   | 3 | 1 | 1 | 1 | 6  | 5  | +1 | 125 | 4   | Élimination de la compétition         |
| 3    | Andrew Higginson | 3 | 1 | 0 | 2 | 3  | 7  | -4 | 96  | 3   | Élimination de la compétition         |
| 4    | Eden Sharav      | 3 | 0 | 2 | 1 | 5  | 7  | -2 | 78  | 2   | Élimination de la compétition         |

- Neil Robertson 1-3 Ken Doherty
- Andrew Higginson 3-1 Eden Sharav
- Andrew Higginson 0-3 Ken Doherty
- Neil Robertson 2-2 Eden Sharav
- Eden Sharav 2-2 Ken Doherty
- Neil Robertson 3-0 Andrew Higginson

#### Groupe 18
Les matchs du groupe 18 se sont déroulés le 18 septembre.
| Pos. | Joueur         | J | G | N | P | Fp | Fc | D  | Mb  | Pts |                                       |
| ---- | -------------- | - | - | - | - | -- | -- | -- | --- | --- | ------------------------------------- |
| 1    | Xiao Guodong   | 3 | 2 | 1 | 0 | 8  | 3  | +5 | 105 | 7   | Qualification pour la deuxième étape. |
| 2    | Hossein Vafaei | 3 | 2 | 0 | 1 | 6  | 5  | +1 | 125 | 6   | Élimination de la compétition         |
| 3    | Farakh Ajaib   | 3 | 1 | 0 | 2 | 5  | 6  | -1 | 55  | 3   | Élimination de la compétition         |
| 4    | Jak Jones      | 3 | 0 | 1 | 2 | 3  | 8  | -5 | 84  | 1   | Élimination de la compétition         |

- Hossein Vafaei 3-1 Jak Jones
- Xiao Guodong 3-1 Farakh Ajaib
- Xiao Guodong 2-2 Jak Jones
- Hossein Vafaei 3-1 Farakh Ajaib
- Xiao Guodong 3-0 Hossein Vafaei
- Jak Jones 0-3 Farakh Ajaib

#### Groupe 19
Les matchs du groupe 19 se sont déroulés le 29 septembre.
| Pos. | Joueur             | J | G | N | P | Fp | Fc | D  | Mb | Pts |                                       |
| ---- | ------------------ | - | - | - | - | -- | -- | -- | -- | --- | ------------------------------------- |
| 1    | Thepchaiya Un-Nooh | 3 | 2 | 1 | 0 | 8  | 4  | +4 | 57 | 7   | Qualification pour la deuxième étape. |
| 2    | Sunny Akani        | 3 | 2 | 0 | 1 | 7  | 4  | +3 | 76 | 6   | Élimination de la compétition         |
| 3    | Peter Lines        | 3 | 0 | 2 | 1 | 5  | 7  | -2 | 51 | 2   | Élimination de la compétition         |
| 4    | Lee Walker         | 3 | 0 | 1 | 2 | 3  | 8  | -5 | 72 | 1   | Élimination de la compétition         |

- Sunny Akani 3-1 Peter Lines
- Thepchaiya Un-Nooh 3-1 Lee Walker
- Thepchaiya Un-Nooh 2-2 Peter Lines
- Sunny Akany 3-0 Lee Walker
- Thepchaiya Un-Nooh 3-1 Sunny Akani
- Peter Lines 2-2 Lee Walker

#### Groupe 20
Les matchs du groupe 20 se sont déroulés le 4 octobre.
| Pos. | Joueur            | J | G | N | P | Fp | Fc | D  | Mb  | Pts |                                       |
| ---- | ----------------- | - | - | - | - | -- | -- | -- | --- | --- | ------------------------------------- |
| 1    | Jordan Brown      | 3 | 2 | 1 | 0 | 8  | 5  | +3 | 56  | 7   | Qualification pour la deuxième étape. |
| 2    | Yan Bingtao       | 3 | 1 | 2 | 0 | 7  | 4  | +3 | 98  | 5   | Élimination de la compétition         |
| 3    | Michael White     | 3 | 1 | 0 | 2 | 4  | 6  | -2 | 130 | 3   | Élimination de la compétition         |
| 4    | Stuart Carrington | 3 | 0 | 1 | 2 | 2  | 8  | -6 | 64  | 1   | Élimination de la compétition         |

- Stuart Carrington 0-3 Jordan Brown
- Yan Bingtao 3-0 Michael White
- Yan Bingtao 2-2 Jordan Brown
- Stuart Carrington 0-3 Michael White
- Yan Bingtao 2-2 Stuart Carrington
- Jordan Brown 3-1 Michael White

#### Groupe 21
Les matchs du groupe 21 se sont déroulés le 17 septembre.
| Pos. | Joueur        | J | G | N | P | Fp | Fc | D  | Mb  | Pts |                                       |
| ---- | ------------- | - | - | - | - | -- | -- | -- | --- | --- | ------------------------------------- |
| 1    | David Gilbert | 3 | 1 | 2 | 0 | 7  | 5  | +2 | 98  | 5   | Qualification pour la deuxième étape. |
| 2    | Lu Ning       | 3 | 1 | 2 | 0 | 7  | 5  | +2 | 70  | 5   | Élimination de la compétition         |
| 3    | Aaron Hill    | 3 | 1 | 0 | 2 | 5  | 7  | -2 | 58  | 3   | Élimination de la compétition         |
| 4    | Xu Si         | 3 | 0 | 2 | 1 | 5  | 7  | -2 | 121 | 2   | Élimination de la compétition         |

- David Gilbert 3-1 Aaron Hill
- Lu Ning 2-2 Xu Si
- Lu Ning 3-1 Aaron Hill
- David Gilbert 2-2 Xu Si
- Xu Si 1-3 Aaron Hill
- David Gilbert 2-2 Lu Ning

#### Groupe 22
Les matchs du groupe 22 se sont déroulés le 30 septembre.
| Pos. | Joueur          | J | G | N | P | Fp | Fc | D  | Mb  | Pts |                                       |
| ---- | --------------- | - | - | - | - | -- | -- | -- | --- | --- | ------------------------------------- |
| 1    | Scott Donaldson | 3 | 2 | 1 | 0 | 8  | 3  | +5 | 107 | 7   | Qualification pour la deuxième étape. |
| 2    | Chris Wakelin   | 3 | 1 | 2 | 0 | 7  | 4  | +3 | 76  | 5   | Élimination de la compétition         |
| 3    | Ashley Carty    | 3 | 0 | 2 | 1 | 4  | 7  | -3 | 64  | 2   | Élimination de la compétition         |
| 4    | Barry Pinches   | 3 | 0 | 1 | 2 | 3  | 8  | -5 | 69  | 1   | Élimination de la compétition         |

- Scott Donaldson 3-0 Ashley Carty
- Chris Wakelin 3-0 Barry Pinches
- Chris Wakelin 2-2 Ashley Carty
- Scott Donaldson 3-1 Barry Pinches
- Barry Pinches 2-2 Ashley Carty
- Scott Donaldson 2-2 Chris Wakelin

#### Groupe 23
Les matchs du groupe 23 se sont déroulés le 30 septembre.
| Pos. | Joueur          | J | G | N | P | Fp | Fc | D  | Mb  | Pts |                                       |
| ---- | --------------- | - | - | - | - | -- | -- | -- | --- | --- | ------------------------------------- |
| 1    | Mark King       | 3 | 2 | 1 | 0 | 8  | 4  | +4 | 76  | 7   | Qualification pour la deuxième étape. |
| 2    | David Grace     | 3 | 1 | 1 | 1 | 6  | 6  | 0  | 116 | 4   | Élimination de la compétition         |
| 3    | Jimmy Robertson | 3 | 1 | 0 | 2 | 5  | 7  | -2 | 83  | 3   | Élimination de la compétition         |
| 4    | Allan Taylor    | 3 | 1 | 0 | 2 | 5  | 7  | -2 | 94  | 3   | Élimination de la compétition         |

- Mark King 2-2 David Grace
- Jimmy Robertson 3-1 Allan Taylor
- Jimmy Robertson 1-3 David Grace
- Mark King 3-1 Allan Taylor
- Jimmy Robertson 1-3 Mark King
- David Grace 1-3 Allan Taylor

#### Groupe 24
Les matchs du groupe 24 se sont déroulés le 3 octobre. Le groupe n'est finalement composé que de trois joueurs puisque Daniel Wells a été contrôlé positif au Covid-19, comme cela avait déjà été le cas lors du Masters d'Europe.
| Pos. | Joueur        | J | G | N | P | Fp | Fc | D   | Mb  | Pts |                                       |
| ---- | ------------- | - | - | - | - | -- | -- | --- | --- | --- | ------------------------------------- |
| 1    | Kyren Wilson  | 4 | 4 | 0 | 0 | 12 | 0  | +12 | 125 | 12  | Qualification pour la deuxième étape. |
| 2    | Duane Jones   | 4 | 1 | 0 | 3 | 4  | 9  | -5  |     | 3   | Élimination de la compétition         |
| 3    | Kuldesh Johal | 4 | 1 | 0 | 3 | 3  | 10 | -7  | 53  | 3   | Élimination de la compétition         |

- Kyren Wilson 3-0 Kuldesh Johal
- Duane Jones 3-0 Kuldesh Johal
- Kyren Wilson 3-0 Duane Jones
- Kyren Wilson 3-0 Kuldesh Johal
- Duane Jones 1-3 Kuldesh Johal
- Kyren Wilson 3-0 Duane Jones

#### Groupe 25
Les matchs du groupe 25 se sont déroulés le 1er octobre.
| Pos. | Joueur         | J | G | N | P | Fp | Fc | D  | Mb  | Pts |                                       |
| ---- | -------------- | - | - | - | - | -- | -- | -- | --- | --- | ------------------------------------- |
| 1    | John Higgins   | 3 | 2 | 1 | 0 | 8  | 3  | +5 | 126 | 7   | Qualification pour la deuxième étape. |
| 2    | Joe O'Connor   | 3 | 1 | 2 | 0 | 7  | 4  | +3 | 107 | 5   | Élimination de la compétition         |
| 3    | Brian Ochoiski | 3 | 1 | 1 | 1 | 6  | 5  | +1 | 85  | 4   | Élimination de la compétition         |
| 4    | Amine Amiri    | 3 | 0 | 0 | 3 | 0  | 9  | -9 | 43  | 0   | Élimination de la compétition         |

- John Higgins 3-1 Brian Ochoiski
- Joe O'Connor 3-0 Amine Amiri
- Joe O'Connor 2-2 Brian Ochoiski
- John Higgins 3-0 Amine Amiri
- Amine Amiri 0-3 Brian Ochoiski
- John Higgins 2-2 Joe O'Connor

#### Groupe 26
Les matchs du groupe 26 se sont déroulés le 1er octobre.
| Pos. | Joueur            | J | G | N | P | Fp | Fc | D  | Mb  | Pts |                                       |
| ---- | ----------------- | - | - | - | - | -- | -- | -- | --- | --- | ------------------------------------- |
| 1    | Martin Gould      | 3 | 2 | 0 | 1 | 7  | 5  | +2 | 104 | 6   | Qualification pour la deuxième étape. |
| 2    | Igor Figueiredo   | 3 | 1 | 1 | 1 | 6  | 6  | 0  | 70  | 4   | Élimination de la compétition         |
| 3    | Kurt Maflin       | 3 | 1 | 1 | 1 | 6  | 6  | 0  | 60  | 4   | Élimination de la compétition         |
| 4    | Simon Lichtenberg | 3 | 1 | 0 | 2 | 5  | 7  | -2 | 61  | 3   | Élimination de la compétition         |

- Martin Gould 3-1 Igor Figueiredo
- Kurt Maflin 3-1 Simon Lichtenberg
- Kurt Maflin 2-2 Igor Figueiredo
- Martin Gould 1-3 Simon Lichtenberg
- Kurt Maflin 1-3 Martin Gould
- Igor Figueiredo 3-1 Simon Lichtenberg

#### Groupe 27
Les matchs du groupe 27 se sont déroulés le 2 octobre.
| Pos. | Joueur        | J | G | N | P | Fp | Fc | D  | Mb  | Pts |                                       |
| ---- | ------------- | - | - | - | - | -- | -- | -- | --- | --- | ------------------------------------- |
| 1    | Tom Ford      | 3 | 2 | 1 | 0 | 8  | 3  | +5 | 123 | 7   | Qualification pour la deuxième étape. |
| 2    | Luca Brecel   | 3 | 2 | 0 | 1 | 7  | 4  | +3 | 83  | 6   | Élimination de la compétition         |
| 3    | Mitchell Mann | 3 | 1 | 1 | 1 | 5  | 6  | -1 | 65  | 4   | Élimination de la compétition         |
| 4    | Ashley Hugill | 3 | 0 | 0 | 3 | 2  | 9  | -7 | 25  | 0   | Élimination de la compétition         |

- Tom Ford 3-0 Ashley Hugill
- Luca Brecel 3-0 Mitchell Mann
- Luca Brecel 3-1 Ashley Hugill
- Tom Ford 2-2 Mitchell Mann
- Mitchell Mann 3-1 Ashley Hugill
- Tom Ford 3-1 Luca Brecel

#### Groupe 28
Les matchs du groupe 28 se sont déroulés le 2 octobre. Le groupe n'est finalement composé que de trois joueurs car le test du Covid-19 de Lei Peifan a été déclaré invalide.
| Pos. | Joueur        | J | G | N | P | Fp | Fc | D   | Mb  | Pts |                                       |
| ---- | ------------- | - | - | - | - | -- | -- | --- | --- | --- | ------------------------------------- |
| 1    | Jamie Clarke  | 4 | 3 | 1 | 0 | 11 | 3  | +8  | 130 | 10  | Qualification pour la deuxième étape. |
| 2    | Mark Joyce    | 4 | 2 | 1 | 1 | 9  | 6  | +3  | 82  | 7   | Élimination de la compétition         |
| 3    | Haydon Pinhey | 4 | 0 | 0 | 4 | 1  | 12 | -11 | 52  | 0   | Élimination de la compétition         |

- Mark Joyce 2-2 Jamie Clarke
- Jamie Clarke 3-0 Haydon Pinhey
- Mark Joyce 3-0 Haydon Pinhey
- Mark Joyce 1-3 Jamie Clarke
- Jamie Clarke 3-0 Haydon Pinhey
- Mark Joyce 3-1 Haydon Pinhey

#### Groupe 29
Les matchs du groupe 29 se sont déroulés le 4 octobre.
| Pos. | Joueur           | J | G | N | P | Fp | Fc | D  | Mb  | Pts |                                       |
| ---- | ---------------- | - | - | - | - | -- | -- | -- | --- | --- | ------------------------------------- |
| 1    | Joe Perry        | 3 | 2 | 0 | 1 | 7  | 3  | +4 | 112 | 6   | Qualification pour la deuxième étape. |
| 2    | Elliot Slessor   | 3 | 2 | 0 | 1 | 7  | 4  | +3 | 57  | 6   | Élimination de la compétition         |
| 3    | Steven Hallworth | 3 | 2 | 0 | 1 | 6  | 4  | +2 | 73  | 6   | Élimination de la compétition         |
| 4    | Kacper Filipiak  | 3 | 0 | 0 | 3 | 0  | 9  | -9 | 59  | 0   | Élimination de la compétition         |

- Joe Perry 3-0 Steven Hallworth
- Elliot Slessor 3-0 Kacper Filipiak
- Elliot Slessor 1-3 Steven Hallworth
- Joe Perry 3-0 Kacper Filipiak
- Kacper Filipiak 0-3 Steven Hallworth
- Joe Perry 1-3 Elliot Slessor

#### Groupe 30
es matchs du groupe 30 se sont déroulés le 3 octobre.
| Pos. | Joueur               | J | G | N | P | Fp | Fc | D  | Mb  | Pts |                                       |
| ---- | -------------------- | - | - | - | - | -- | -- | -- | --- | --- | ------------------------------------- |
| 1    | Mark Davis           | 3 | 2 | 1 | 0 | 8  | 2  | +6 | 121 | 7   | Qualification pour la deuxième étape. |
| 2    | Chang Bingyu         | 3 | 1 | 2 | 0 | 7  | 5  | +2 | 126 | 5   | Élimination de la compétition         |
| 3    | Ali Carter           | 3 | 1 | 1 | 1 | 5  | 6  | -1 | 72  | 4   | Élimination de la compétition         |
| 4    | Jamie Curtis-Barrett | 3 | 0 | 0 | 3 | 2  | 9  | -7 |     | 0   | Élimination de la compétition         |

- Mark Davis 2-2 Chang Bingyu
- Ali Carter 3-1 Jamie Curtis-Barrett
- Ali Carter 2-2 Chang Bingyu
- Mark Davis 3-0 Jamie Curtis-Barrett
- Ali Carter 0-3 Mark Davis
- Chang Bingyu 3-1 Jamie Curtis-Barrett

#### Groupe 31
Les matchs du groupe 31 se sont déroulés le 5 octobre.
| Pos. | Joueur           | J | G | N | P | Fp | Fc | D  | Mb  | Pts |                                       |
| ---- | ---------------- | - | - | - | - | -- | -- | -- | --- | --- | ------------------------------------- |
| 1    | Tian Pengfei     | 3 | 1 | 2 | 0 | 7  | 5  | +2 | 122 | 5   | Qualification pour la deuxième étape. |
| 2    | Robbie Williams  | 3 | 1 | 2 | 0 | 7  | 5  | +2 | 112 | 5   | Élimination de la compétition         |
| 3    | Oliver Lines     | 3 | 1 | 1 | 1 | 6  | 5  | +1 | 133 | 4   | Élimination de la compétition         |
| 4    | Noppon Saengkham | 3 | 0 | 1 | 2 | 3  | 8  | -5 | 52  | 1   | Élimination de la compétition         |

- Tiang Pengfei 2-2 Robbie Williams
- Noppon Saengkham 0-3 Oliver Lines
- Noppon Saengkham 2-2 Robbie Williams
- Tian Pengfei 2-2 Oliver Lines
- Noppon Saengkham 1-3 Tiang Pengfei
- Robbie Williams 3-1 Oliver Lines

#### Groupe 32
Les matchs du groupe 32 se sont déroulés le 5 octobre.
| Pos. | Joueur       | J | G | N | P | Fp | Fc | D  | Mb | Pts |                                       |
| ---- | ------------ | - | - | - | - | -- | -- | -- | -- | --- | ------------------------------------- |
| 1    | Li Hang      | 3 | 3 | 0 | 0 | 9  | 3  | +6 | 95 | 9   | Qualification pour la deuxième étape. |
| 2    | John Astley  | 3 | 1 | 1 | 1 | 6  | 6  | 0  | 83 | 4   | Élimination de la compétition         |
| 3    | Iulian Boiko | 3 | 0 | 2 | 1 | 5  | 7  | -2 | 80 | 2   | Élimination de la compétition         |
| 4    | Alex Borg    | 3 | 0 | 1 | 2 | 4  | 8  | -4 | 95 | 1   | Élimination de la compétition         |

- John Astley 2-2 Iulian Boiko
- Li Hang 3-1 Alex Borg
- Li Hang 3-1 Iulian Boiko
- John Astley 3-1 Alex Borg
- Alex Borg 2-2 Iulian Boiko
- John Astley 1-3 Li Hang

### Deuxième étape
La deuxième étape consiste en huit groupes, chacun contenant quatre joueurs. Les matchs se sont déroulés entre le 26 et le 29 octobre.

#### Groupe A
Les matchs du groupe A se sont déroulés le 26 octobre.
| Pos. | Joueur         | J | G | N | P | Fp | Fc | D  | Mb  | Pts |                                       |
| ---- | -------------- | - | - | - | - | -- | -- | -- | --- | --- | ------------------------------------- |
| 1    | Judd Trump     | 3 | 2 | 1 | 0 | 8  | 3  | +5 | 124 | 7   | Qualification pour la troisième étape |
| 2    | Barry Hawkins  | 3 | 2 | 0 | 1 | 6  | 3  | +3 | 143 | 6   | Élimination de la compétition         |
| 3    | Ryan Day       | 3 | 1 | 1 | 1 | 5  | 6  | -1 | 100 | 4   | Élimination de la compétition         |
| 4    | Robert Milkins | 3 | 0 | 0 | 3 | 2  | 9  | -7 | 43  | 0   | Élimination de la compétition         |

- Judd Trump 3-1 Robert Milkins
- Barry Hawkins 3-0 Ryan Day
- Barry Hawkins 3-0 Robert Milkins
- Judd Trump 2-2 Ryan Day
- Ryan Day 3-2 Robert Milkins
- Judd Trump 3-0 Barry Hawkins

#### Groupe B
Les matchs du groupe B se sont déroulés le 27 octobre.
| Pos. | Joueur       | J | G | N | P | Fp | Fc | D  | Mb  | Pts |                                       |
| ---- | ------------ | - | - | - | - | -- | -- | -- | --- | --- | ------------------------------------- |
| 1    | Zhou Yuelong | 3 | 2 | 1 | 0 | 8  | 3  | +5 | 134 | 7   | Qualification pour la troisième étape |
| 2    | Shaun Murphy | 3 | 1 | 1 | 1 | 6  | 6  | 0  | 102 | 4   | Élimination de la compétition         |
| 3    | Matthew Selt | 3 | 1 | 0 | 2 | 5  | 7  | -2 | 108 | 3   | Élimination de la compétition         |
| 4    | Dominic Dale | 3 | 1 | 0 | 2 | 4  | 7  | -3 | 79  | 3   | Élimination de la compétition         |

- Shaun Murphy 1-3 Dominic Dale
- Zhou Yuelong 3-1 Matthew Selt
- Zhou Yuelong 3-0 Dominic Dale
- Shaun Murphy 3-1 Matthew Selt
- Matthew Selt 3-1 Dominic Dale
- Shaun Murphy 2-2 Zhou Yuelong

#### Groupe C
Les matchs du groupe C se sont déroulés le 26 octobre.
| Pos. | Joueur                | J | G | N | P | Fp | Fc | D  | Mb  | Pts |                                       |
| ---- | --------------------- | - | - | - | - | -- | -- | -- | --- | --- | ------------------------------------- |
| 1    | Zhao Xintong          | 3 | 2 | 1 | 0 | 8  | 3  | +5 | 72  | 7   | Qualification pour la troisième étape |
| 2    | Luo Honghao           | 3 | 1 | 1 | 1 | 6  | 6  | 0  | 111 | 4   | Élimination de la compétition         |
| 3    | Alexander Ursenbacher | 3 | 0 | 3 | 0 | 6  | 6  | 0  | 90  | 3   | Élimination de la compétition         |
| 4    | Stuart Bingham        | 3 | 0 | 1 | 2 | 3  | 8  | -5 | 129 | 1   | Élimination de la compétition         |

- Zhao Xintong 2-2 Alexander Ursenbacher
- Stuart Bingham 1-3 Luo Honghao
- Stuart Bingham 2-2 Alexander Ursenbacher
- Zhao Xintong 3-1 Luo Honghao
- Stuart Bingham 0-3 Zhao Xintong
- Luo Honghao 2-2 Alexander Ursenbacher

#### Groupe D
Les matchs du groupe D se sont déroulés le 27 octobre.
| Pos. | Joueur        | J | G | N | P | Fp | Fc | D  | Mb  | Pts |                                       |
| ---- | ------------- | - | - | - | - | -- | -- | -- | --- | --- | ------------------------------------- |
| 1    | Mark Selby    | 3 | 2 | 1 | 0 | 8  | 2  | +6 | 128 | 7   | Qualification pour la troisième étape |
| 2    | Graeme Dott   | 3 | 1 | 2 | 0 | 7  | 4  | +3 | 139 | 5   | Élimination de la compétition         |
| 3    | Jamie O'Neill | 3 | 1 | 0 | 2 | 3  | 7  | -4 | 54  | 3   | Élimination de la compétition         |
| 4    | Rory McLeod   | 3 | 0 | 1 | 2 | 3  | 8  | -5 | 63  | 1   | Élimination de la compétition         |

- Graeme Dott 3-0 Jamie O'Neill
- Mark Selby 3-0 Rory McLeod
- Mark Selby 3-0 Jamie O'Neill
- Graeme Dott 2-2 Rory McLeod
- Mark Selby 2-2 Graeme Dott
- Jamie O'Neill 3-1 Rory McLeod

#### Groupe E
Les matchs du groupe E se sont déroulés le 28 octobre.
| Pos. | Joueur             | J | G | N | P | Fp | Fc | D  | Mb  | Pts |                                       |
| ---- | ------------------ | - | - | - | - | -- | -- | -- | --- | --- | ------------------------------------- |
| 1    | Ken Doherty        | 3 | 1 | 2 | 0 | 7  | 5  | +2 | 139 | 5   | Qualification pour la troisième étape |
| 2    | Thepchaiya Un-Nooh | 3 | 1 | 2 | 0 | 7  | 5  | +2 | 135 | 5   | Élimination de la compétition         |
| 3    | Xiao Guodong       | 3 | 1 | 1 | 1 | 6  | 6  | 0  | 73  | 4   | Élimination de la compétition         |
| 4    | Jordan Brown       | 3 | 0 | 1 | 2 | 4  | 8  | -4 | 92  | 1   | Élimination de la compétition         |

- Xiao Guodong 3-1 Jordan Brown
- Thepchaiya Un-Nooh 2-2 Ken Doherty
- Thepchaiya Un-Nooh 3-1 Jordan Brown
- Xiao Guodong 1-3 Ken Doherty
- Thepchaiya Un-Nooh 2-2 Xiao Guodong
- Jordan Brown 2-2 Ken Doherty

#### Groupe F
Les matchs du groupe F se sont déroulés le 28 octobre.
| Pos. | Joueur          | J | G | N | P | Fp | Fc | D  | Mb  | Pts |                                       |
| ---- | --------------- | - | - | - | - | -- | -- | -- | --- | --- | ------------------------------------- |
| 1    | Kyren Wilson    | 3 | 2 | 1 | 0 | 8  | 2  | +6 | 110 | 7   | Qualification pour la troisième étape |
| 2    | Scott Donaldson | 3 | 1 | 1 | 1 | 6  | 5  | +1 | 89  | 4   | Élimination de la compétition         |
| 3    | Mark King       | 3 | 1 | 0 | 2 | 4  | 7  | -3 | 64  | 3   | Élimination de la compétition         |
| 4    | David Gilbert   | 3 | 1 | 0 | 2 | 3  | 7  | -4 | 125 | 3   | Élimination de la compétition         |

- Kyren Wilson 3-0 Mark King
- David Gilbert 0-3 Scott Donaldson
- David Gilbert 3-1 Mark King
- Kyren Wilson 2-2 Scott Donaldson
- Scott Donaldson 1-3 Mark King
- Kyren Wilson 3-0 David Gilbert

#### Groupe G
Les matchs du groupe G se sont déroulés le 29 octobre.
| Pos. | Joueur       | J | G | N | P | Fp | Fc | D  | Mb | Pts |                                       |
| ---- | ------------ | - | - | - | - | -- | -- | -- | -- | --- | ------------------------------------- |
| 1    | John Higgins | 3 | 2 | 0 | 1 | 6  | 3  | +3 | 70 | 6   | Qualification pour la troisième étape |
| 2    | Martin Gould | 3 | 1 | 2 | 0 | 7  | 4  | +3 | 70 | 5   | Élimination de la compétition         |
| 3    | Tom Ford     | 3 | 0 | 2 | 1 | 4  | 7  | -3 | 69 | 2   | Élimination de la compétition         |
| 4    | Jamie Clarke | 3 | 0 | 2 | 1 | 4  | 7  | -3 | 54 | 2   | Élimination de la compétition         |

- John Higgins 3-0 Jamie Clarke
- Tom Ford 2-2 Martin Gould
- Tom Ford 2-2 Jamie Clarke
- John Higgins 0-3 Martin Gould
- Martin Gould 2-2 Jamie Clarke
- John Higgins 3-0 Tom Ford

#### Groupe H
Les matchs du groupe H se sont déroulés le 29 octobre.
| Pos. | Joueur       | J | G | N | P | Fp | Fc | D  | Mb  | Pts |                                       |
| ---- | ------------ | - | - | - | - | -- | -- | -- | --- | --- | ------------------------------------- |
| 1    | Joe Perry    | 3 | 2 | 1 | 0 | 8  | 3  | +5 | 138 | 7   | Qualification pour la troisième étape |
| 2    | Mark Davis   | 3 | 0 | 3 | 0 | 6  | 6  | 0  | 78  | 3   | Élimination de la compétition         |
| 3    | Tian Pengfei | 3 | 0 | 2 | 1 | 5  | 7  | -2 | 82  | 2   | Élimination de la compétition         |
| 4    | Li Hang      | 3 | 0 | 2 | 1 | 4  | 7  | -3 | 79  | 2   | Élimination de la compétition         |

- Mark Davis 2-2 Li Hang
- Joe Perry 3-1 Tian Pengfei
- Joe Perry 3-0 Li Hang
- Mark Davis 2-2 Tian Pengfei
- Joe Perry 2-2 Mark Davis
- Li Hang 2-2 Tian Pengfei

### Troisième étape
La troisième étape consiste en deux groupes de quatre joueurs chacun. Les matchs se sont disputés le 30 octobre, les deux vainqueurs se qualifiant pour la finale.

#### Groupe 1
Les matchs du groupe 1 se sont déroulés le 30 octobre.
| Pos. | Joueur       | J | G | N | P | Fp | Fc | D  | Mb  | Pts |                               |
| ---- | ------------ | - | - | - | - | -- | -- | -- | --- | --- | ----------------------------- |
| 1    | Judd Trump   | 3 | 2 | 0 | 1 | 6  | 4  | +2 | 60  | 6   | Qualification pour la finale  |
| 2    | Zhao Xintong | 3 | 1 | 1 | 1 | 6  | 5  | +1 | 117 | 4   | Élimination de la compétition |
| 3    | Zhou Yuelong | 3 | 1 | 1 | 1 | 5  | 6  | -1 | 102 | 4   | Élimination de la compétition |
| 4    | Mark Selby   | 3 | 1 | 0 | 2 | 4  | 6  | -2 | 134 | 3   | Élimination de la compétition |

- Judd Trump 3-1 Zhao Xintong
- Mark Selby 1-3 Zhou Yuelong
- Mark Selby 0-3 Zhao Xintong
- Judd Trump 3-0 Zhou Yuelong
- Zhou Yuelong 2-2 Zhao Xintong
- Judd Trump 0-3 Mark Selby

#### Groupe 2
Les matchs du groupe 2 se sont déroulés le 30 octobre.
| Pos. | Joueur       | J | G | N | P | Fp | Fc | D  | Mb  | Pts |                               |
| ---- | ------------ | - | - | - | - | -- | -- | -- | --- | --- | ----------------------------- |
| 1    | Kyren Wilson | 3 | 2 | 0 | 1 | 7  | 4  | +3 | 100 | 6   | Qualification pour la finale  |
| 2    | John Higgins | 3 | 2 | 0 | 1 | 7  | 4  | +2 | 147 | 6   | Élimination de la compétition |
| 3    | Ken Doherty  | 3 | 1 | 1 | 1 | 6  | 5  | +1 | 122 | 4   | Élimination de la compétition |
| 4    | Joe Perry    | 3 | 0 | 1 | 2 | 2  | 8  | -6 | 74  | 1   | Élimination de la compétition |

- John Higgins 3-0 Joe Perry
- Kyren Wilson 3-1 Ken Doherty
- Kyren Wilson 3-0 Joe Perry
- John Higgins 0-3 Ken Doherty
- Kyren Wilson 1-3 John Higgins
- Joe Perry 2-2 Ken Doherty

## Finale
| Finale au meilleur des 5 manches Arbitre : Marcel Eckardt                  |                          |                         |
| Judd Trump Angleterre                                                      | 1 - 3 ( - )              | Kyren Wilson Angleterre |
| 1 118                                                                      | Centuries Meilleur break | 0 88                    |
| Kyren Wilson remporte la troisième épreuve du Championnat de la ligue 2020 |                          |                         |

## Centuries
- 147, 126, 123, 107  John Higgins
- 147, 100, 100  Ryan Day
- 145, 143, 133, 116, 101  Barry Hawkins
- 140  Matthew Stevens
- 139, 122, 109  Ken Doherty
- 139, 103, 100  Graeme Dott
- 139  Jack Lisowski
- 138, 112, 109, 102  Joe Perry
- 135, 108  Thepchaiya Un-Nooh
- 134, 134, 122, 119, 114, 109, 102, 100  Zhou Yuelong
- 134, 128, 118, 118, 109  Mark Selby
- 133  Oliver Lines
- 132  Gerard Greene
- 130, 112  Jamie Clarke
- 130  Michael White
- 129, 127  Stuart Bingham
- 128, 111  Luo Honghao
- 128  Martin O'Donnell
- 126, 120  Chang Bingyu
- 125, 124, 100  Neil Robertson
- 125, 110, 104, 103, 100  Kyren Wilson
- 125  David Gilbert
- 125  Hossein Vafaei
- 124, 118, 110  Judd Trump
- 123  Tom Ford
- 122, 109  Tian Pengfei
- 121, 100  Mark Davis
- 121  Brandon Sargeant
- 121  Xu Si
- 117  Zhao Xintong
- 116, 102  David Grace
- 114, 107  Gao Yang
- 114  Ian Burns
- 112  Robbie Williams
- 111, 102  Shaun Murphy
- 108  Matthew Selt
- 107  Scott Donaldson
- 107  Joe O'Connor
- 106  Mark Allen
- 105, 102  Liang Wenbo
- 105  Xiao Guodong
- 104  Martin Gould
- 103  Jamie Jones
- 102  Lyu Haotian
- 100  Michael Holt